# Bugøynes
Bugøynes (finès Pykeijä) és una vila pertanyent administrativament al municipi de Sør-Varanger, al comtat noruec de Finnmark. Té 230 habitants. No hi ha dades de superfície. El poble se situa a 500 quilòmetres del cercle polar àrtic. La vila té la peculiaritat que una gran part de la població parla finès.